# Гарофано (Модена)
Гарофано је насеље у Италији у округу Модена, региону Емилија-Ромања.
Према процени из 2011. у насељу је живело 904 становника. Насеље се налази на надморској висини од 135 м.